# Policarpo Scarabello
Policarpo Scarabello (Verona, 23 febbraio 1883 – Verona, 4 novembre 1920) è stato un politico italiano.

## Biografia
Ferroviere, si trasferì a Lucca per questioni lavorative. Qui contribuì a fondare la locale Camera del Lavoro e la cooperativa ferroviaria. Nella sua città natale fu presidente della Cooperativa tipografi e dell'Azienda elettrica comunale. Redattore del periodico La Semente, fu anche collaboratore del quotidiano anarchico Umanità Nova. Nelle elezioni del novembre 1919 fu eletto deputato per la XXV legislatura. Nel maggio dell'anno successivo, nel pieno del biennio rosso, Scarabello ebbe un ruolo attivo come mediatore e pacificatore tra i manifestanti e le forze dell'ordine durante le giornate rosse di Viareggio.

### L'episodio Scarabello
Il 4 novembre 1920, nel corso delle celebrazioni dell'anniversario della Vittoria nella Grande Guerra, i fascisti tentarono l'assalto a Palazzo Barbieri, sede del comune di Verona, allora amministrato dai socialisti. L'obbiettivo degli squadristi era quello di rimuovere dal pennone la bandiera rossa ed issarvi il Tricolore. Il municipio però era presidiato da un gruppo di socialisti armati tra cui lo stesso Scarabello. Mentre gli squadristi tentavano d'introdursi nel palazzo dall'ingresso posteriore e davano vita ad una sparatoria con gli uomini asserragliati all'interno, risuonò un'esplosione. In una stanza soprastante la porta da cui cercavano di entrare i fascisti giaceva Scarabello dilaniato dallo scoppio di una bomba a mano. Morirà pochi minuti dopo.
Le fonti fasciste riportarono che Scarabello era stato investito dall'esplosione dopoche la bomba che aveva tentato di tirare di sotto contro gli squadristi era rimbalzata contro lo stipite della finestra. La famiglia del deputato ha sempre sostenuto invece che avesse requisito la bomba ad un ragazzino, l'avesse riposta nella tasca e lì sarebbe esplosa casualmente.

## Omaggi
Il comune di Verona ha intitolato alla memoria di Scarabello una via nel quartiere di Borgo Milano.